# Нелей
Вижте пояснителната страница за други значения на Нелей.
Нелей (на гръцки: Νηλεύς) е, според древногръцката митология, основателят на полиса Пилос. Споменат е в „Илиада“ (II 715).

## Произход и семейство
Според един от митовете Нелей е син на Хипокоон (цар на Спарта) и Тиро (дъщеря на Салмоней и Алкидика). Също така има легенда, според която е роден от Тиро, след като тя забременява с него от бог Посейдон. Според нея тя е нещастно влюбена в друг бог - речното божество Енипей. Възползвайки се от страстта й, Посейдон, който от сам силно я желае, се преобразява на нейния възлюбен и използва заблудата й за да я обладае, след което тя зачева близнаците Нелей и Пелий. Тиро изоставя двете момчета и те са отгледани и възпитани от пастири, но впоследствие отново се събират и тя споделя с тях тайната на рождението им. Междувременно тя се жени за Кретей, цар на Йолкос и му ражда син на име Езон. Когато порастват, Пелий подхваща вражди и с двамата и ги прокужда, след което завзема властта над царството на вече мъртвия Кретей.
Освен това Пелий погубва и мащехата на Тиро - Сидеро - с което си навлича омразата на богинята Хера, която става закрилница на Язон, син на Езон. Самият Нелей изглежда е закрилян от Зевс, за чиято потомка Мелибоя (поради бледия си тен, наричана и Хлорида) се жени и с която създава многобройно потомство: дъщеря наречена Перо и 12 синове: Аластор, Антимен, Евагор, Тавър, Астерий, Пилаон, Еврибий, Деймах, Епилай, Хромий, Пориклимен, Нестор.

## Олимпийските игри
Според Павзаний, Пелий и Нелей заедно устройват (вероятно - първите) Олимпийски игри.

## Нелей - колонизатор на Месения
След като е пратен в изгнание от брат си Пелий, Нелей се заселва в областта Месения (вероятно като предводител на поход, съставен от ахейци и еолийци) и там основава и построява Пилос. Неговият син Нестор е прочут герой и владетел на този град. Според легендата за него, Нелей прогонва от тези краища прорицателя Мелампод.

## Избиване на синовете на Нелей
Понеже съпругата на Нелей Мелибоя, дъщеря на загубилата всички или почти всички останали свои деца Ниоба, е последната оцеляла потомка (преди децата им) на цар Амфион, владетел на полиса Тива в Беотия, а Херкулес има претенции към властта над града, това се явява причина за вражда помежду им, но освен това Нелей е съюзник и на друг един от враговете му - цар Авгий, с когото Херакъл воюва по повод неудържаното от него обещание да му предостави за лично ползване, част от своите свещени крави, като условие за това да се погрижи за хигиенизирането на оборите им. Затова (като се изключи Нестор, най-младият от тях), той избива всички синове на Нелей, включително Пориклимен, макар той да е любимец на Посейдон и велик вещер, способен - по силата на дарбата си от морския бог - да се превръща в разни животни, сред които лъв, змия и пчела (в който именно вид е убит от героя, когато кацва върху един от конете му). Предполага се, че в убийствата участва и Пелий..